# RUBEDO/ALBEDO
RUBEDO/ALBEDO（るべど/あるべど）は、平沢進＋会人(EJIN)のFUJI ROCKアレンジのスタジオ音源集。2023年2月3日よりBandcampにてデジタルアルバムとして販売された。

## 解説
2019年と2021年に平沢進＋会人(EJIN)として出演したFUJI ROCK FESTIVALの演目より、全10曲のFUJI ROCKアレンジのスタジオ録音音源が収録されている。サブタイトルを含めるアルバム名は『RUBEDO/ALBEDO -Songs for FUJI ROCK FESTIVAL 2019, 2021-』。

## 収録曲
1. TOWN-0 PHASE-5 2019
2. Archetype Engine 2019
3. フ・ル・ヘッ・ヘッ・ヘッ 2019 - FULU HE HE HE 2019
4. 夢みる機械 2019 - Dreaming machine 2019
5. Jungle Bed 1.5
6. 牛人 - Gyujin
7. Nurse Cafe 2019
8. AURORA 2019
9. 白虎野 2019 - Byakkoya - White Tiger Field 2019
10. HOLLAND ELEMENT 2021